# Wade Nichols
Wade Nichols, eigentlich Dennis Prosa, auch Dennis Parker, (* 28. Oktober 1946 in Freeport, US-Bundesstaat New York, USA; † 28. Januar 1985 in Manhattan, New York City, USA) war ein US-amerikanischer Filmschauspieler, Sänger und Pornodarsteller.
Seine Karriere begann er in der Pornoindustrie und dreht 1975 seinen ersten Film, den Schwulenpornofilm Boynapped. Es folgten 23 weitere Pornofilme, die er aber zumeist unter seinem Künstlernamen Wade Nichols als Heteropornofilme drehte. Auch spielte er in einigen Billigproduktionen Rollen, Filmen, ohne größere Bedeutung. Er spielte einen Polizeichef in der Serie The Edge of the Night aus dem Jahr 1979.
Eine zweite Karriere startete er als Popsänger und gab 1979 das Album Like an Eagle heraus, produziert von Jacques Morali, dem Entdecker und Produzenten von Village People. Daraus wurde die Single Like an Eagle ausgekoppelt. Auch ein Musikvideo wurde produziert. Als Sänger benutzte er den Namen Dennis Parker.
Wade Nichols starb am 28. Januar 1985 im Alter von 38 Jahren an den Folgen einer AIDS-Erkrankung.

## Filmographie
- 1976: Bad Barbara, Spielfilm
- 1978: Blue Nude, Spielfilm
- 1968: Flashing Lights, Spielfilm
- 1979: Punk Rock, Spielfilm
- 1979: The Edge of the Night, Serie